# Dekanat centralno-zachodni
Dekanat centralno-zachodni (ang.: Central West Deanery) – dekanat rzymskokatolicki w Australii. W całości znajduje się w granicach miasta Melbourne. Administracyjnie należy do archidiecezji Melbourne w metropolii o tej samej nazwie. Na dekanat składa się osiem parafii:
| lp. | parafia                     | nazwa oryginalna        | dzielnica       | proboszcz                    |
| --- | --------------------------- | ----------------------- | --------------- | ---------------------------- |
| 1.  | św. Brendana                | St Brendan's            | Flemington      | ks. William A. Jordan        |
| 2.  | św. Franciszka              | St Francis'             | City Centre     | ks. kan. Thomas Knowels      |
| 3.  | św. Patryka (katedralna)    | St Patrick's Cathedral  | East Melbourne  | ks. kan. John Salvano        |
| 4.  | św. Augustyna               | St Augustine's          | Bourke Street   | ks. kan. John Salvano (adm.) |
| 5.  | Matki Boskiej Gwiazdy Morza | St Mary Star of the Sea | West Melbourne  | ks. Maximilian Polak         |
| 6.  | Różańca Świętego            | Holy Rosary             | Kensington      | ks. Max Vodola               |
| 7.  | św. Michała                 | St Michael's            | North Melbourne | ?                            |
| 8.  | św. Carhacha                | St Carthage's           | Parkville       | o. Michael Elligate          |